# Valentine Lost
Valentine Lost är en låt framförd av Eirikur Hauksson som han tävlade med i Eurovision Song Contest 2007 där han representerade Island i semifinalen den 10 maj. Låten missade finalen.

## Listplacering
| Lista (2007) | Topplacering |
| ------------ | ------------ |
| Island       | 1            |

### Fotnoter
1. ↑  Isländska singellistan